# Естонія на літніх Олімпійських іграх 2008
Естонія на літніх Олімпійських іграх 2008 була представлена 47 спортсменами в 13 видах спорту.

## Нагороди
| Медаль | Спортсмен                 | Вид спорту            | Дисципліна              |
| ------ | ------------------------- | --------------------- | ----------------------- |
| Золото | Герд Кантер               | Легка атлетика        | Метання диска, чоловіки |
| Срібло | Юрі Яансон Тону Ендрексон | Академічне веслування | двійка парна, чоловіки  |